# Jonas Olsson (calciatore 1970)
Jonas Olsson (Göteborg, 14 gennaio 1970) è un allenatore di calcio ed ex calciatore svedese, di ruolo difensore.

## Carriera

### Giocatore
Olsson ha militato per tutta la sua carriera nella rosa del Göteborg giocando tutte le 239 partite di campionato, siglando 14 reti. Ha vinto sei campionati svedesi (Allsvenskan) con la maglia dell'IFK Göteborg.

### Allenatore
Olsson ha iniziato la sua carriera da allenatore nel 2004 sulla panchina del Trollhättan. Dopo tre stagioni, ritorna all'IFK Göteborg, condividendo la sua nuova esperienza con Stefan Rehn. Nel 2007, sotto la loro guida, il Göteborg vince il campionato dopo 11 anni di anonimato. In quello stesso anno, però, vengono sconfitti con un pesante 3-0 nella finale di Svenska Cupen dal Kalmar. Il riscatto arriverà l'anno immediatamente dopo, perché nel 2008 i biancoblu ritrovano in finale di Svenska Cupen proprio il Kalmar, che stavolta però sarà sconfitto 5-4 ai calci di rigore. Il 2009 invece fu un anno ottimo ma colmo di trofei mancati: infatti il Göteborg in quell'anno arrivò secondo per quattro punti e perse la Svenska Cupen 2009 un'altra volta in finale, stavolta venendo sconfitto per 2-0 dall'AIK. Dopo i deludenti risultati del 2011, Olsson fu esonerato.
Ad ottobre 2011, ha firmato un contratto con la squadra norvegese del Sogndal. Ha preso il posto dell'ex-allenatore Harald Aabrekk dal 1º gennaio 2012. Ha lasciato il club al termine del campionato 2014, conclusosi con la retrocessione del Sogndal. Il 17 dicembre 2014 è diventato nuovo allenatore dell'Ullensaker/Kisa, a cui si è legato con un contratto annuale.
Il 20 ottobre 2015, il Ljungskile ha annunciato di aver ingaggiato Olsson come nuovo allenatore, con un contratto valido a partire dal 1º gennaio 2016. Il 24 ottobre, in virtù della vittoria per 1-4 sul campo del Fana, ha comunque condotto l'Ullensaker/Kisa alla promozione in 1. divisjon.

## Palmarès

### Giocatore

#### Club
- Campionato svedese: 6

IFK Göteborg: 1990, 1991, 1993, 1994, 1995, 1996
- Coppa di Svezia: 1

IFK Göteborg: 1991

### Allenatore
- Campionato svedese: 1

IFK Göteborg: 2007
- Coppa di Svezia: 1

IFK Göteborg: 2008